# Біблія королеви Софії

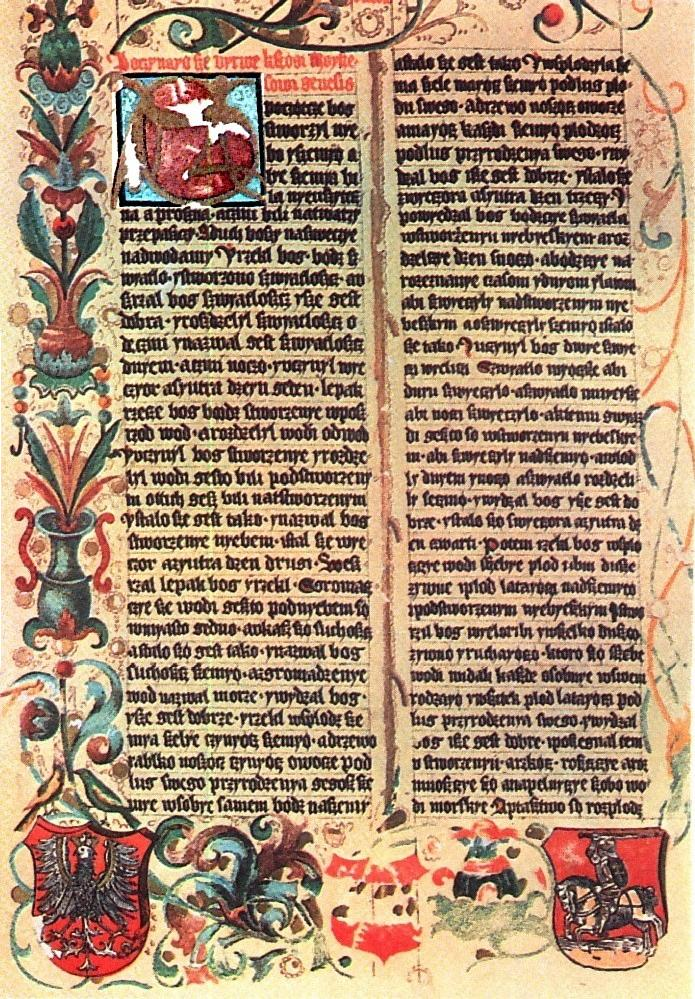
Сторінка з «Біблії королеви Софії»

Біблія королеви Софії, Шарошпатацька Біблія (пол. Biblia królowej Zofii, Biblia Szaroszpotacka) — найдавніший переклад із відомих перекладів Старого завіту на польську мову, виконаний за ініціативою Софії Гольшанської, четвертої жінки короля польського Владислава II Ягайла. Переклад було завершено в 1453—1455 роках. Одним із перекладачів був капелан королеви Андрій з Яшовіц (Andrzej z Jaszowic).
Переклад було зроблено з давнішого чеського перекладу Вульгати.